# 1961-es Vuelta ciclista a España
Az 1961-es Vuelta ciclista a España volt a 16. spanyol körverseny. 1961. április 29-e és május 11-e között rendezték. A verseny össztávja 2823 km volt, és 16 szakaszból állt. Végső győztes a spanyol Angelino Soler lett.

## Végeredmény
|    | Versenyző               | Csapat          | Idő           |
| -- | ----------------------- | --------------- | ------------- |
| 1  | Angelino Soler          | Faema           | 77 óra 36' 17 |
| 2  | François Mahé           |                 | 51            |
| 3  | José Perez Frances      | Ferrys          | 2' 23         |
| 4  | Antonio Suarez          | Faema           | 2' 47         |
| 5  | Antonio Gomez Del Moral | Faema           | 3' 13         |
| 6  | Vicente Iturat          | Catigene        | 5' 29         |
| 7  | Fernando Manzaneque     | Licor 43        | 5' 47         |
| 8  | Antonio Karmany         | Kas-Royal Sport | 6' 07         |
| 9  | Carmelo Morales         | Licor 43        | 7' 39         |
| 10 | Jesús Loroño            | Ferrys          | 7' 47         |